# Мицо Пиргов
Димитър (Мицо) Христон Пиргов е български революционер, деец на Вътрешната македоно-одринска революционна организация.

## Биография
Мицо Пиргов е роден в 1868 или 1870 година в южномакедонския български град Кукуш. Работи като ханджия в Солун, където още в 1898 година е привлечен към ВМОРО, като работи като легален деец. Неговият Манастир хан е център на организацията. На 20 февруари 1901 година е арестуван за революционна дейност, измъчван и осъден на 1 година строг тъмничен затвор. Излежава присъдата си и е освободен в 1902 година, като ведната по настояване на члена на Централния комитет на ВМОРО Иван Гарванов отново наема Манастир хан, за да може революционната организация да има удобен пункт за прехвърляне на хора и товари. В 1903 година при Солунските атентати е предаден от Милан Арсов, отново арестуван и мъчен и държан 8 месеца в затвора. След освобождението си, отново се захваща с революционна дейност, като е деец на ВМОРО до Балканската война в 1912 година.
На 9 април 1943 година, като жител на София, подава молба за българска народна пенсия, която е одобрена и пенсията е отпусната от Министерския съвет на Царство България.
Погребан е в Централните софийски гробища.